# MacGyver: Lost Treasure of Atlantis
Lost Treasure of Atlantis är en amerikansk äventyrs- och actionlångfilm med Richard Dean Anderson i huvudrollen. Den spelades in under 1993 och hade premiär den 14 maj 1994 i USA.
Michael Vejar regisserade och John Sheppard skrev manuset.

## Handling
MacGyver ger sig av på en forskningsexpedition med Professor Atticus och sin gamla collegelärare Kelly Carson för att tillsammans hitta sanningen bakom den sjunkna staden Atlantis.

## Karaktärer
| Skådespelare          | Roll               |
| --------------------- | ------------------ |
| Richard Dean Anderson | Angus MacGyver     |
| Brian Blessed         | Professor Atticus  |
| Sophie Ward           | Kelly Carson       |
| Christian Burgess     | Herr Cyril Cleeve  |
| Oliver Ford Davies    | Professor Carson   |
| Tim Woodward          | Överste Petrovic   |
| Kevork Malikyan       | Zavros             |
| Geoffrey Beevers      | Academy Director   |
| Hugh Quarshie         | Kommissarie Rhodes |
| George Jackos         | Sergeant           |
| Andreas Markos        | Grekisk doktor     |
| Barry McCormick       | Detektiv           |

## Releasedatum för långfilmerna
| Namn på långfilm                   | Releasedatum i USA | Releasedatum i Finland | Releasedatum i Tyskland | Releasedatum i Sverige   |
| ---------------------------------- | ------------------ | ---------------------- | ----------------------- | ------------------------ |
| MacGyver Lost Treasure of Atlantis | 14 maj 1994        | 15 januari 1995        | Okänt releasedatum      | Har ej fått releasedatum |
| MacGyver Trail to Doomsday         | 24 november 1994   | 1995                   | Okänt releasedatum      | Har ej fått releasedatum |

Den 16 oktober 2007 hade MacGyver: Trail to Doomsday och MacGyver: Lost Treasure of Atlantis, release i USA på DVD i den kompletta samlingen MacGyver The Complete Series.

## Relaterade långfilmer
MacGyver: Trail to Doomsday